# Barszcz czerwony zakwaszany
Barszcz czerwony zakwaszany – rodzaj barszczu i potrawa tradycyjnej kuchni żydowskiej, podawana razem z uszkami podczas święta Kuczek. 

## Sposób przygotowania
Barszcz przygotowuje się z umytych i obranych buraków, które kroi się na plastry. Następnie wkłada do glinianego garnka i zalewa czystą gorącą wodą z przyprawami, całość odstawia na 3 dni. Na koniec przecedza przez sito i doprawia solą i cukrem, wszystko gotuje. Barszcz podawany jest na zimno lub na gorąco.